# Ursus 7524
Ursus 7524 – ciężki ciągnik postlicencyjny z napędem na 4 koła produkowany seryjnie w latach 2007–2009 przez firmę ZPC Ursus. Model ten był najmocniejszym ciągnikiem postlicencyjnym produkowanym przez ZM Ursus.

## Historia modelu
Premiera pierwszego prototypu odbyła się na XII Międzynarodowych Targach Techniki Rolniczej "Agrotech" w Kielcach w 2006 roku. Ciągnik wyposażony został w silnik spełniający normy ekologiczne oraz całkowicie nową kabinę SPS06 firmy KOJA z oknami wykonanymi z szyb giętych, które zapewniają operatorowi dobrą widoczność. Kabina ta, której twórcami byli Chruśliński Tadeusz, Seremak Janusz, Siemieniuk Andrzej, Szeluga Andrzej oraz Piluch Henryk, była przedmiotem ochrony jako wzór przemysłowy od 23.08.2006 do 09.03.2011.

## Dane techniczne
Silnik:
- ekologiczny PERKINS 1104C-44T (turbo)
- moc znamionowa według ISO/TR14396 74 kW (101 KM) przy 2200 obr./min
- maksymalny moment obrotowy 413 Nm przy 1400 obr./min
- 4 cylindrowy o pojemności skokowej 4400 cm³
- wysokoprężny, czterosuwowy, rzędowy, z bezpośrednim wtryskiem paliwa, chłodzony cieczą
- pompa wtryskowa, rodzaj rozdzielaczowa z regulatorem mechanicznym Delphi 1434
- regulator obrotów mechaniczny zblokowany z pompą wtryskową
- pompa zasilająca, rodzaj napędzana elektrycznie, wbudowana w głowicę filtru paliwa
- filtr powietrza – suchy, dwustopniowy firmy Virgis
- układ chłodzenia silnika cieczowy, wymuszony pompą wody, z chłodnicą, wentylatorem 10 łopatkowym i termostatem
- układ smarowania silnika rozbryzgowy i pod ciśnieniem
- filtr oleju, rodzaj puszkowy, szeregowy z wkładem papierowym
- zbiornik paliwa o pojemności 180 dm³ pod podłoga kabiny
- jednostkowe zużycie paliwa przy mocy znamionowej 240 g/kWh
- jednostkowe zużycie paliwa przy maksymalnym momencie obrotowym 218 g/kWh

Układ napędowy:
- sprzęgło cierne, tarczowe, suche jednostopniowe, sterowane mechanicznie
- skrzynia przekładniowa 12-biegowa, mechaniczna z kołami o stałym zazębieniu, synchronizowana (2-3 bieg) z dwoma reduktorami
- sumaryczna liczba przełożeń do przodu/do tyłu 12/4
- tylny most przekładnia główna stożkowa Gleasona
- mechanizm różnicowy planetarny o kołach stożkowych z 4 satelitami
- blokowanie mechanizmu różnicowego mechaniczne, pedałem
- zwolnice planetarne z 3 satelitami
- koła jezdne: niskoprofilowe przód 380/70R24, tył 480/70R34
- przedni most napędowy firmy DANA, wzmocniony, kategorii 2,5 z hydraulicznie sterowana blokada mechanizmu różnicowego,
- WOM niezależny, z wielotarczowym sprzęgłem mokrym i hamulcem o obrotach 540/1000 obr./min, sterowany hydraulicznie (zmiana obrotow za pomocą dodatkowej dźwigni w kabinie)
- Moc z WOM przy prędkości WOM - 540 obr./min / 1000 obr/min - 57 kW (78 KM)
- układ hamulcowy sterowany hydraulicznie z 2-obwodową instalacją pneumatyczną, hamulce tarczowe mokre

Układ agregowania:
- podnośnik hydrauliczny o udźwigu 3850 kg
- z regulacją pozycyjną, siłowa i pompą tłoczkową o wydatku 26 l/min
- układ zawieszenia narzędzi kategorii 2 z szybkosprzęgami Walterscheida
- górny zaczep transportowy do przyczep dwuosiowych
- zaczep wychylny do dużych obciążeń
- instalacja hydrauliki zewnętrznej z rozdzielaczem 2-sekcyjnym KONTAK i 4-szybkozłączami ISO AGRIC
- pompa TANDEM o wydatku 36 l/min
- wydatek oleju na szybkozłączach 62 l/min

Kabina komfortowa:
- typ SPS 06
- obszerna, wypukłe szyby, doskonała widoczność
- niski poziom hałasu, poniżej 81 dB
- płaska podłoga i podwieszone pedały
- sterowanie skrzynią biegów na prawą rękę
- Hi – Lo sterowany przyciskiem na dźwigni zmiany biegów
- wychylna kierownica z płynną regulacją położenia
- ogrzewanie, wentylacja i klimatyzacja
- deska rozdzielcza z cyfrowym wyświetlaczem prędkości rzeczywistej
- siedzisko komfortowe firmy SEAT lub GRAMMER
- filtr powietrza kabiny z boku (łatwa wymiana ze stopnia kabiny)
- cyfrowa deska rozdzielcza firmy GANZ z cyfrowym wyświetlaczem prędkości rzeczywistej

Inne zespoły:
- układ kierowniczy hydrostatyczny
- obciążniki ramy przedniej 440 kg
- błotniki przednie z tworzywa sztucznego i z mechanizmem skrętnym
- maska z tworzywa sztucznego

Wymiary, masy:
- Długość x szer. x wys. (mm) - 4310x2090x2670
- Rozstaw osi 2290 mm
- Min. masa 3970 kg
- Max. masa z obciążnikami 4700 kg

Wyposażenie opcjonalne:
- EHR BOSCH – opcja
- Przedni TUZ (2800 kg) i WOM (1000 obr./min.) sterowany elektrohydraulicznie
- GPS
- Obciążniki kół tylnych 290 kg
- Zaczep etażowy CRAMER z zaczepem wychylnym wydłużonym
- Radio z CD
- Klimatyzacja